# Iboga
Tabernanthe iboga
Espèce
Statut de conservation UICN

 LC  : Préoccupation mineure
Tabernanthe iboga, l'iboga, est une espèce de plantes à fleurs dicotylédones de la famille  des Apocynaceae, sous-famille  des Rauvolfioideae, qui se rencontrent en  Afrique dans la forêt équatoriale, plus précisement au Gabon. Ce sont de petits arbustes qui peuvent atteindre six mètres de haut.
Cette espèce est riche en alcaloïdes indolo-monoterpéniques, dont le principal est l'ibogaïne. Elle est utilisée en médecine traditionnelle africaine pour produire, par la mastication de la racine ou de l'écorce, des hallucinations et des expériences de mort imminente. À dose trop élevée, la plante peut être mortelle.

## Description

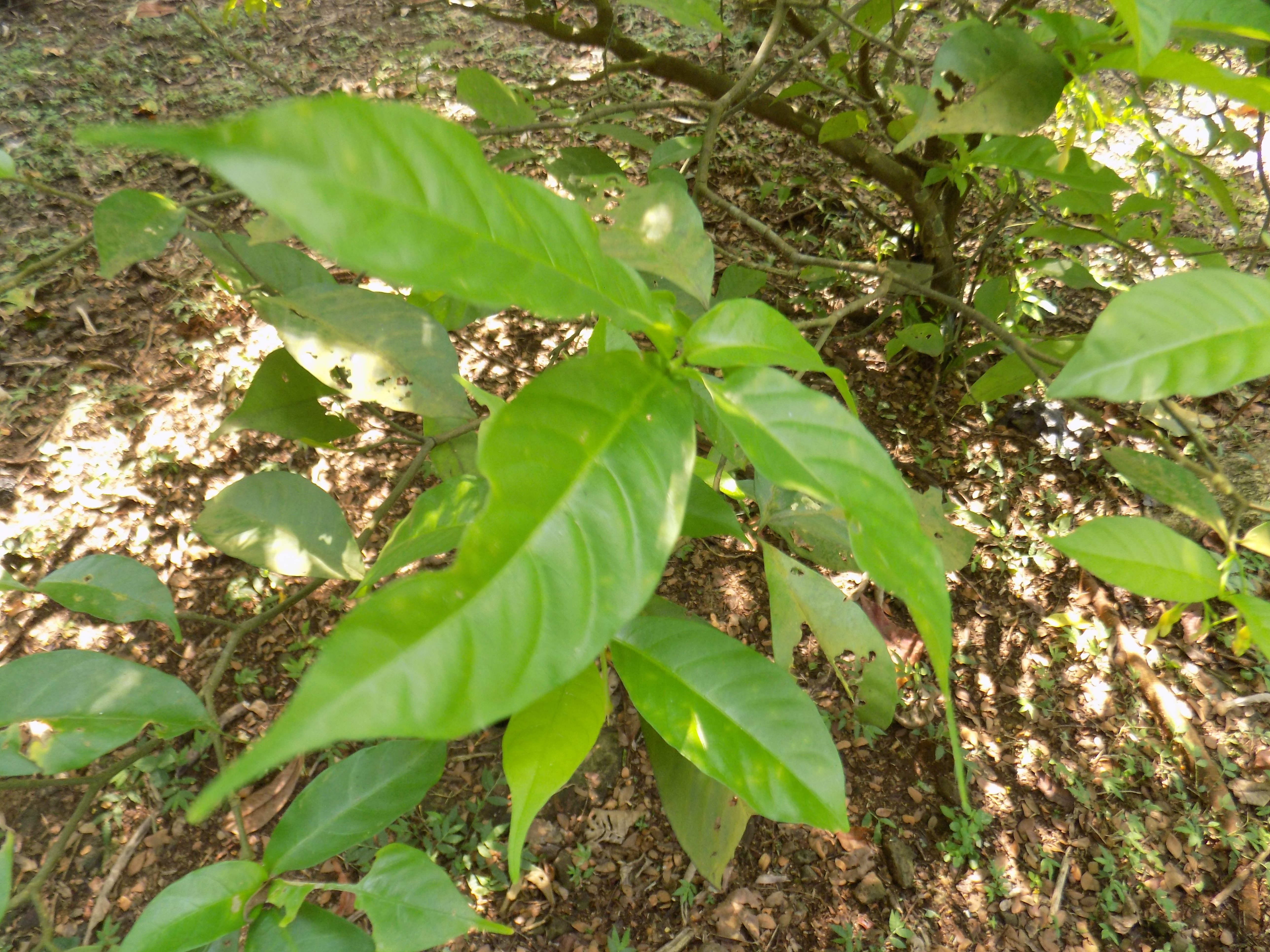
Feuilles.

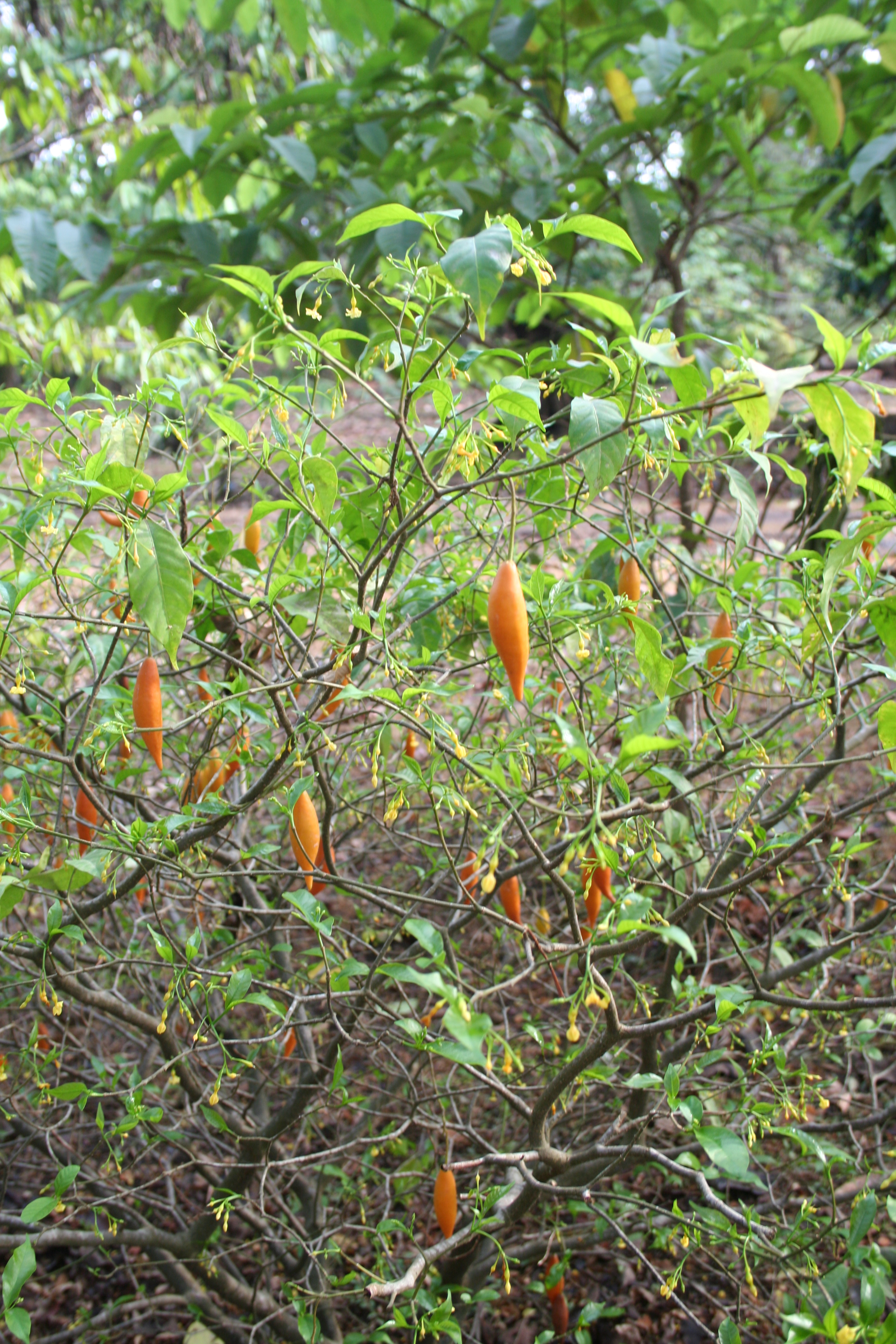
Fruits.

Tabernanthe iboga est un arbuste pouvant atteindre 4 à 6 mètres de haut, avec un tronc, à l'écorce lisse et grise, pouvant atteindre 10 cm de diamètre. La plante contient du latex blanc dans toutes ses parties. Les feuilles opposées, simples et entières, au limbe étroitement elliptique, elliptique ou étroitement obovale, sont portées par un pétiole de 1 à 13 mm de long.
L'inflorescence est un corymbe irrégulier à fleurs plus ou moins peu nombreuses. Les fleurs bisexuées, odorantes, sont régulières, à symétrie pentamère. Le calice est constitué de 5 sépales presque libres, ovales à triangulaires, persistant sur le fruit. La corolle est soudée en un tube quasi cylindrique ou urcéolé, de 6 à 9 mm de long, s'évasant en 5 lobes orbiculaires à ovales, de 2,5 à 6 mm de long, blancs ou ivoire, présentant des points ou stries rouges dans la gorge. L'ovaire, supère, est biloculaire à la base.
Le fruit est une baie globuleuse à ovoïde, de couleur jaune orangé, de 3 à 7 cm de long, contenant de nombreuses graines enveloppées d'une pulpe blanche spongieuse. Les graines, ellipsoïdes, ont de 7 à 10 mm de long.

### Phytoconstituants
On a isolé dans les organes de Tabernanthe iboga une trentaine d'alcaloïdes indoliques, dont les trois principaux, isolés dans l'écorce de la racine, sont l'ibogaïne, l'ibogamine et la tabernanthine.

Parmi les autres alcaloïdes également isolés de l'écorce de la racine figurent : l'ibolutéine, l'iboquine, l'ibogaline, la voacangine, la déméthoxyibolutéine, les dérivés hydroxyindolénine de l'ibogaïne et de l'ibogamine, l'iboxygaïne (kimvuline), la gabonine et la kisantine (dérivés oxydés de l'ibogaline), l'ibagamine et l'ibochine, la conopharyngine et l'isovoacangine, et la voacristine (dérivé hydroxyindolénine de la voacangine).

D'autres alcaloïdes ont été isolés des feuilles : l'ibophyllidine, l'iboxyphylline et l'églandine (ou 3R/S hydroxycoronaridine), ou des graines : la coronaridine et la voaphylline.
Un autre alcaloïde, la tubotaiwine, a été mis en évidence par la culture cellulaire de Tabernanthe iboga.

## Distribution
L'aire de répartition originelle de Tabernanthe iboga s'étend en Afrique centrale, du Gabon, à la république démocratique du Congo et à l’Angola. La plante a été collectée une seule fois en Tanzanie (district de Kilolo, Iringa) en 1999. L'espèce est également cultivée en Afrique de l'Ouest, notamment en Côte d'Ivoire.

## Synonymes
Selon The Plant List (30 décembre 2019)
- Iboga vateriana Braun-Blanq. & K.Schum
- Tabernanthe albiflora Stapf
- Tabernanthe bocca Stapf
- Tabernanthe mannii Stapf
- Tabernanthe pubescens Pichon
- Tabernanthe subsessilis Stapf
- Tabernanthe tenuiflora Stapf

## Historique
« L'utilisation de la racine d'iboga est connue des Pygmées depuis des temps immémoriaux. L'archéologue Richard Oslisly a confirmé en avoir retrouvé la trace par anthracologie dans des charbons de bois de plus de deux mille ans.
Pourtant les Pygmées semblent n'avoir ouvert leur connaissance du « Bois » aux groupes les plus proches qu'au milieu du XIXe siècle.
Dans les années 1950, le laboratoire Houdé commercialise le Lambarène, un dérivé pharmaceutique de l'iboga exploitant son caractère stimulant. Il est vendu jusqu'en 1967 puis finalement retiré du marché du fait de stimulations cardiaques excessives chez certains usagers. »

Depuis les années 1990, des études scientifiques tentent de montrer le potentiel thérapeutique de l'ibogaïne (l'un des alcaloïdes extraits de l'iboga) dans le traitement des personnes dépendantes à l'héroïne.
Dans certains pays, comme la France depuis mars 2007, les tabernanthes sont classés comme stupéfiants du fait de la présence d'ibogaïne. Leur détention, culture ou consommation y sont donc interdites.
Ces plantes sont souvent vendues via internet.

## Utilisation traditionnelle
Son usage est traditionnel dans certaines cultures africaines, notamment dans le rituel Bwiti des Mitsogo du Gabon central où toute une mythologie de retour au pays des ancêtres s'est développée à partir de cette pratique. Cet arbre est utilisé dans la religion Bwiti, selon laquelle il est l'arbre de vie.

### Effets psychotropes de la plante
Les racines contiennent douze alcaloïdes et sont utilisées finement coupées en lamelles ou rapées afin de former une poudre qui ressemble à une espèce de terre au goût acre et amer particulièrement fort. Parmi la douzaine d’alcaloïdes contenus dans l'iboga, l'ibogaïne, psychostimulante et hallucinogène, est la plus abondante.
« À faible dose (une lamelle de la surface d'un doigt), l'iboga provoque un accroissement de la perception qui permettait aux chasseurs de mieux sentir le milieu forestier » et d'être plus vigilant ; « ensuite il a un effet stimulant qui permet de rester éveillé plusieurs jours d’affilée » (Laval-Jeantet). À plus haute dose (entre deux et quinze cuillerées à café), l'iboga provoque un état d'asthénie musculaire et des « visions » hallucinatoires, tout en empêchant le sommeil. Il peut provoquer des nausées, des vomissements.

### Cérémonie du Bwiti
« L'utilisation de la racine d'iboga est connue des Pygmées […] mais ils semblent n'avoir ouvert leur connaissance du « Bois » aux groupes les plus proches qu'au milieu du XIXe siècle. Les premiers auraient été lesApindji et les Mitsogo qui ne formaient qu'un seul et même peuple, littéralement la forêt, et plus précisément le clan des Apinji Mokodo puis les Apindji na Mitsogho. Le mythe veut que les Apinji aient cherché à entrer en contact avec le royaume des morts. Pour ce faire, ils auraient absorbé des quantités plus importantes de « Bois », et auraient conséquemment créé les premières formes rituelles du culte afin de se protéger des risques accrus. »

— Laval-Jeantet

## Pharmacologie
La pharmacodynamie de l'ibogaïne est très particulière. En effet, elle a une action très diverse sur le système nerveux central, alliant des récepteurs habituellement atteint (et de manière sélective) par des familles de psychotropes qui diffèrent. En effet, la molécule interagit à la fois avec les récepteurs opioïdes (normalement à la suite de l'utilisation d'opiacés), sérotoninergiques (classiquement via l'utilisation d'hallucinogènes), sigma et NMDA (habituellement à la suite de l'utilisation de dissociatifs).

## Culture
Du fait de la rareté de l'espèce et sa méconnaissance auprès du public, on ne trouve que très peu d'informations concernant les méthodes à employer pour la cultiver correctement. Il est à noter qu'on peut faire pousser cet arbuste par les graines et que celui-ci se doit d'être abrité de la lumière directe du soleil.
Le Tabernanthe Iboga pousse de manière rythmique : elle croît par vagues successives et atteint environ 60 cm de haut en 3 ans. La période juvénile dure de 5–6 ans. La plante se développe selon le modèle architectural de croissance de Leeuwenberg, caractérisé par un tronc monopodial orthotrope qui se termine par une inflorescence. Après la floraison, les 2 bourgeons axillaires supérieurs se transforment en rameaux, de telle sorte qu’il s’agit d’une croissance sympodiale, et l’infrutescence semble être axillaire. La floraison et la fructification ont lieu tout au long de l’année, mais surtout entre septembre et février. Les fruits mettent 5–6 mois à mûrir. Tabernanthe iboga se régénère bien en formant des pousses à partir du tronc.
La multiplication de Tabernanthe iboga se fait par graines fraîches ou par bouturage. La germination, lente et irrégulière, prend de quelques semaines à quelques mois. La scarification avant le semis augmente considérablement le taux de germination, mais c’est une pratique rare dans les jardins familiaux. Au bout de quelques mois, le tégument se dessèche, ce qui rend la levée de la plantule plus difficile. Les plants ont besoin d’être abrités du soleil. On peut les repiquer sur leur emplacement définitif au bout de 2–3 mois, lorsque la racine fait deux fois la longueur de la tige.
Des boutures d’environ 25 cm de long et dont la tige fait 1 cm de diamètre prennent facilement racine dans un sol humide. Quatre mois plus tard elles fleurissent déjà. Tabernanthe iboga peut être multiplié par culture de tissus.
Dans la nature, on arrache les plantes entières de Tabernanthe iboga pour en récolter les racines. Ceci entraîne une destruction massive des peuplements naturels. Dans les jardins familiaux, on ne récolte qu’une partie des racines. Elles peuvent se récolter toute l’année, mais c’est plus facile à la saison des pluies, entre octobre et mai, car le sol est plus facile à travailler. Mais les plus grandes quantités sont récoltées principalement sur les peuplements sauvages.

## Législation
L'iboga est inscrit officiellement sur la liste des produits stupéfiants en France. « Au regard des préoccupations de santé publique », cet arrêté a été confirmé par le Conseil d'État le 20 mars 2009 (n° 305953).
Depuis 1989, l'ibogaïne fait partie des produits dopants interdits par le CIO et diverses fédérations sportives. Outre la France, plusieurs pays, dont la Belgique, la Pologne, la Suisse et les États-Unis, ont classé le produit comme stupéfiant.